# Gian Giuseppe Bernardi
Gian Giuseppe Bernardi (* 15. September 1865 in Venedig; † 15. November 1946 ebenda) war ein italienischer Komponist, Musiktheoretiker und Musikpädagoge.

## Leben und Werk
Gian Giuseppe Bernardi war Schüler des Liceo Musicale Benedetto Marcello in Venedig. Er wurde Kontrapunktlehrer derselben Organisation und übernahm bis 1925 zugleich die Lehre für die Fächer Geschichte und Ästhetik der Musik. Er gründete die Accademia Nazionale di musica antica. Er verfasste für die Sammlung Hoepli Handbücher der Harmonielehre und des Kontrapunktes. Viele der Vorträge von Gian Giuseppe Bernardi erschienen im Druck.
Als Komponist machte sich Gian Giuseppe Bernardi mit Klavier- und Violinstücken, Liedern, der Kinderkomödie Il vecchio e la morte und einer Cäcilienkantate für Frauenchor, Streicher, Orgel und Harfen bekannt.